# ریویرا (هتل و کازینو)
"ریویرا" (به انگلیسی: Riviera) (محاوره‌ای: "the Riv")، نام یک هتل و کازینو در نوار لاس وگاس واقع در وینچستر، نوادا، بود که از آوریل ۱۹۵۵ تا می ۲۰۱۵ تحت کاربری قرار داشت. واپسین مالکیت این هتل، از آنِ مجموعهٔ Las Vegas Convention and Visitors Authority بوده‌است. این شرکت برای ساخت منطقهٔ کسب و کار جهانی لاس وگاس، اقدام به ویرانی این هتل کرد. برای ساخت این منطقه، بزودی ساختمان‌های مجاور هتل ریویرا و حومهٔ زمین هتل لندمارک سابق، ویران می شوند. (در مجاورت بلوار استریپ و خیابان دیزرت این).
این هتل بیش از ۲۱۰۰ اتاق داشت و نیمی از آن‌ها در برج‌های ۷۵٫۹ متری (موناکو - ۲۳) و ۵۶٫۱متری (مونته کارلو - ۱۷ طبقه) آن قرار گرفته بودند. همچنین زیربنای کازینو و فضای بازی آن، ۱۰٫۰۰۰ متر مربع بود.
سوییت پرآوازه فرانک سیناترا، در پنت هاوس برج مونت کارلو واقع شده بود.
طرح اولیهٔ کازینوی ریویرا اولین بار توسط گنگستر اهل دیترویت، ویلیام بیشوف به عنوان کازینوی کازابلانکا مطرح شد و در سال ۱۹۵۲ مجوز آن را دریافت کرد.
پس از آن بیشوف، پروژه را به حالت تعلیق درآورد. اما در آینده با سرمایه‌گذاری از سوی تاجر اهل میامی (فلورآنیدا)، ساموئل کوهن، پروژه از سر گرفته شد. در ماه مارس سال ۱۹۵۵، کوهن که یکی از اعضای سندیکای قماربازان S & G میامی بود، دیگر در این مجموعه همکاری نداشت. هرچند سخن پراکنی‌ها همچنان ادامه داشت که او به‌طور مخفیانه در پروژه شرکت دارد.
در سال ۱۹۵۵، ریویرا عنوان نخستین هتل مرتفع لاس وگاس را با نه طبقه در  برج مدیترانه شمالی از آن خود کرد. همچنین ریویرا نهمین هتلی بود که در نوار لاس وگاس افتتاح شده بود. پیانیست آمریکایی، لیبریس (Liberace)، افتتاح‌کننده آن بوده و نخستین کسی بود که در هتل نخستین اجرا را داشت.
ریویرا یکی از دیرینه ترین و پرآوازه‌ترین هتل کازینوهای لاس وگاس بود، این هتل سبک طراحی تازه‌ای را برای لاس وگاس تعریف کرد که درگذشته، هتل‌ها و متل‌های لاس وگاس، تنها به بازسازی اقامتگاه‌های کنار جاده‌ای می‌پرداختند؛ اما ریویرا نخستین سازه‌ای بود که سبک هتل‌های لاس وگاس را پایه‌گذاری کرد. درآینده با بنیان‌گذاری هتل استارداست (ویران ‌شده در تاریخ ۱۳ مارس ۲۰۰۷)، ساختار هتل‌کازینوهای لاس وگاس بهبود پیدا کرد.
همزمان بودن افتتاحیهٔ هتل ریویرا با تاریخ افتتاح هتل کازینوی دونز و کازینوی رویال نوادا (متعلق به کمپانی لاس وگاس سندز)، همچنین یکسان بودن تاریخ اجرای نمایش دختران هتل مولین رژ با این رویداد - به‌طوری‌که همگی در فاصله زمانی کمتر از یک ماه اتفاق می‌افتادند موضوع داغ مجلهٔ معروف لایف در تاریخ ۲۰ ژوئن ۱۹۵۵ بوده و عنوان تیتر آن این‌گونه بود: لاس وگاس قراره بترکونه؟
این هتل در طول دوران فعالیت خود تنها دو بار تحت گسترش و ارتقا قرار گرفت. همچنین در طول دوران فعالیت این هتل، نامش هرگز تغییر نکرد. (هتل و کازینوی ریویرا لاس وگاس - به انگلیسی: Riviera Hotel & Casino of Las Vegas)
در نخستین بازسازی و ارتقا، برج مدیترانه‌ای جنوبی و برج مونت کارلو به هتل افزوده شد و فضای خدماتی هتل گسترش یافت ولی  همچنان فضای جلوی برج مدیترانه‌ای علاوه بر زمین‌های مجاور هتل که هنوز تحت ساخت و ساز قرار نگرفته بودند، کاربری پارکینگ داشتند. اگرچه این هتل در ابتدا به جای برج‌های سن ریمو و موناکو و مونت کارلو، دارای ساختمان‌هایی دو و سه طبقه بوده که نظیر آن را در هتل‌های قبل از ریویرا می‌توان دید. درواقع، نوآوری ریویرا در لاس وگاس، برج مدیترانه‌ای شمالی آن می‌باشد که با ۹ طبقه، قدیمی‌ترین سازه هتل بوده‌است.
در دومین بازسازی، برج شش طبقه سن ریمو و برج موناکو افزون‌بر مرکز کنوانسیون ریویرا به هتل افزوده شد و زمین آن به همراه امکاناتی نظیر پارکینگ طبقاتی، کازینوی land-based در جلوی هتل ساخته شد و تزئینات نئون و نمای شیشه‌ای به جلوی هتل افزوده گردید.

## موشکافی سازه

### برج مدیترانه‌ای شمالی
- دارای پورت کوچر (ورودی) تا پیش از دومین بازسازی.
پورت کوچر یکم درتصاویر شکلی صاف و پورت دوم در نخستین بازسازی به شکل منحنی زیبایی درآمد.
-دیرین ‌ترین برج مجموعه هتل (سن ۶۱ سال از زمان ساخت تا زمان ویرانی).
- شامل شدن کازینو و مرکز همایش در منتهی‌الیه روبه بلوار ریویرا.
- در محل تقاطع ریویرا و استریپ، اولین رستوران زنجیره‌ای لاس وگاس، برگر کینگ در اولین بازسازی به آن افزوده شد.
- L شکل.
- سبک معماری مدرن.
- داشتن حدود ۲۰۰ اتاق (کمابیش).
- گشایش در ۲۰ آوریل سال ۱۹۵۵.
- لابی هتل و تجهیزات و ملزومات بنا.
- نمای تمام بتن و پنجره.
- معماری مدرن.
- ویران شده در هنگام ویرانی پس از نخستین عملیات تخریب انفجاری (توسط تجهیزات مکانیکی).

### برج مدیترانه‌ای جنوبی و فود کورت
- نخست  زیرساخت‌های لازم برای پیوست ضلع دوم به ساختمان تعبیه شده بود (طبقه همکف و اول آن ساخته شد).
- ۸ و ۱۱ طبقه.
- فورد کورت (اندکی بعد از اولین ارتقا افزوده شد ولی هنوز تزئینات شیشه‌ای و نئون در بالای آن نصب نشده بود).
- قائم بودن با شمال جغرافیایی در بخش ۱۱ طبقه و موازی بودن با استریپ در بخش ۸ طبقه. (۱ طبقه از هرکدام در دومین بازسازی به فضای ساخته شده در جلوی هتل ملحق شد).
- نگاره فونت ریویرا به صورت امروزی در این زمان برای اولین بار در بالای فودکورت و بالای پورت کوچر دوم هتل نصب شد.
- ساخت و اتمام ساخت در دهه ۶۰.
- آسانسور.
- دارا بودن دفاتر ایرلاین‌های وقت در همکف رو به فضای باز جلوی هتل و پارکینگها.
- سبک معماری مدرن.
- نمای تمام بتن و پنجره.
- تخریب انفجاری کنترل شده در دومین تخریب انفجاری.

### برج مونت کارلو
- ۱۷ طبقه.
- دارا بودن پنت هاوس در طبقه فوقانی آن.
- قرارگیری سوییت معروف فرانک سیناترا در هتل ریویرا در پنت هاوس این برج.
- اتاق‌های تراس‌دار.
- دارای آسانسور.
- مشرف به فضای سبز و استخر هتل.
- متصل به مرکز کنوانسیون هتل.
- موازی با بلوار ریویرا و در امتداد برج مدیترانه‌ای شمالی.
- نئون نوشتهٔ ریویرا در چهارطرف بام جهت معرفی هتل از دوردست.
- سبک معماری مدرن و پست مدرن ترکیبی.
- نمای تمام بتن، پنجره و تراس.
- در اولین بازسازی افزوده شد.
- واقع در شمال زمین هتل.
- احتمالاً شناژ بتنی.
- تخریب شده در دومین تخریب انفجاری.
- دارای طراحی پخته ولی فاقد زیبایی و نمای مشخص از نظر نگارنده.
- برج سن ریمو:
- ۶ طبقه.
- واقع در جنوب زمین هتل و جایگزین شده با ساختمان‌های اولیه.
- در دومین بازسازی افزوده شد.
- حدفاصل برج موناکو و برج مدیترانه جنوبی.
- دارای ورودی از محل اتصال با برج مدیترانه جنوبی.
- دارای نخستین المان‌های هلالی شکل در طراحی (کنسول بالای ساختمان).
- سبک معماری مدرن.
- نمای تمام بتن و پنجره.
- مشرف به فضای سبز و استخر.
- تخریب شده در بدو عملیات تخریب (توسط تجهیزات مکانیکی).
- برج موناکو:
- جوانترین برج هتل با عمر ۲۸ سال.
- تخریب در اولین تخریب انفجاری کنترل شده.
- مشرف به فضای سبز و استخر هتل، ورودی مرکز کنوانسیون هتل (در دومین بازسازی افزوده شد - به شکل المان‌های هلالی در شرق همین برج و در امتداد و مجاورت بلوار ریویرا تا خیابان فریمانت).
- دارای زیرگذر.
- ۲۳ طبقه.
- نمای تمام بتن و پنجره.
- سبک معماری مدرن.
- دارای پنت هاوس سرتاسری بدون جداکننده و دیوار - احتمالاً محل برگزاری مراسم بوده‌است (بخش فوقانی هلالی شکل بالای پنجره‌های طبقه ۲۳).
- مجاور پارکینگ طبقاتی در محل امتداد ضلع شرقی.
- حدفاصل برج مونت کارلو و سن ریمو.
- دارای زیباترین و پخته‌ترین طراحی بعد از برج مدیترانه‌ای و سن ریمو از نظر نگارنده در بخش بیرون و داخل.
- دارای لابی.
- آخرین برج مجموعه.
- پارکینگ طبقاتی:
- افزوده شده در دومین بازسازی و در امتداد ضلع شرقی برج موناکو.
- در نمای روبه استریپ هتل، فود کورت آن به‌شکل نیم دایره دیده می‌شود.

از جاذبه‌های هتل، می‌توان به مجسمه Crazy Girls (اکنون در کازینوی هتل پلانت هالیوود قرار دارد)، مرکز کنوانسیون ریویرا، سالن‌های تئاتر و نمایش، تالار عروسی، رستوران‌های زنجیره‌ای کیدیز (مجاور استخر هتل)، برگر کینگ (شمال برج مدیترانه شمالی در محل تقاطع بلوار ریویرا و استریپ)، فودکورت (بخش انتهایی برج مدیترانه جنوبی و رو به استریپ استریت)، ریستورانته ایتالیانو (مجاور بلوار ریویرا)، کازینو (مجاور بلوار استریپ)، فضاهای بازی، تنیس، والیبال، تنیس، استخر، کلاب، پارکینگ، مرکز خرید، اتاق‌ها و سوییتهای مختلف، فضای سبز و کترینگ و هتلینگ بسیار عالی آن اشاره کرد.
سبک (تم) معماری برج اولیه آن همانند نام خود، به نام برج مدیترانه‌ای شمالی و جنوبی بوده‌است. سبک کلی معماری آن، تلفیق معماری مدرن و مدیترانه‌ای بوده‌است. برج‌های آن موناکو (Monaco)، مونت کارلو (Monte Carlo) و سن ریمو (San Remo) نام داشتند؛ که به ترتیب در تاریخ ۱۴ ژوئن ۲۰۱۶، ۱۶ اوت ۲۰۱۶ طی دو عملیات جداگانه، تخریب شدند. برج سن ریمو (San Remo Tower) در بدو شروع عملیات تخریب با تجهیزات مکانیکی از بین رفت. برج موناکوی این هتل به موازات استریپ قرار گرفته بود و سوییت‌ها و پنت هاوس‌های آن در بخش هلالی فوقانی این برج قرار گرفته بودند. این بخش در تصاویر به رنگ سیاه و طرح هلالی شکل قابل مشاهده است. برج مونت کارلو که اندکی قبل تر از برج موناکو ساخته شده بود و به صورت عمود در ضلع سمت چپ برج موناکو قرار گرفته بود. این برج به جنوب استریپ و به شمال آن (قبل از ساخت و ساز هتل فانتین بلو «هم‌اکنون The Drew نام دارد» و دراصل، زمان هتل El Ranchoی سابق)، دید داشته‌است.
ساختمان اصلی آن ابتدا با حدود ۲۰۰ اتاق ساخته شده بود و در همان زمان گسترش پیدا کرد و به شکلی که امروزه در تصاویر می‌توانیم ببینیم  درآمد. در دومین بازسازی، نشان ریویرا و تزئینات نورانی آن در بالای Food Court هتل ساخته شدند و با دارا بودن تعداد زیادی LED به همراه نوشتهٔ Riviera (در گذشته Splash Girls - نام نمایشی بوده که بعدها با Crazy Girls همراه شد)، در شب جلوهٔ ویژه و خاصی به نمای رو به خیابان هتل می‌بخشیدند.
این هتل دارای یک استخر در پشت بام کازینوی خود بوده‌است که با نشان مخصوص این هتل (حرف R) با رنگ قرمز تزئین شده بود. این استخر در دومین بازسازی هتل به آن افزوده شد و بعلت زیرساخت ضعیفی که داشت، باعث نشتی آب به درون کازینو گردید و پس از آن، هیچگاه مورد استفاده قرار نگرفت. این استخر به همراه کازینو و نمای رو به استریپ استریت، در محل محوطه‌ای که در گذشته به پارکینگ هتل اختصاص داده شده بود، در دومین بازسازی ساخته شدند. البته با قوانین جدیدی که بعد از ساخت این محل در پشت بام کازینو وضع شده بود، محل استراحت کارکنان هتل شده بود.
هتل ریویرا یکی از هتل‌هایی بود که علی‌رغم قیمت پایین اتاق‌هایش، امکانات بسیار عالی به مسافرانش عرضه می‌کرد. برخلاف اتاق‌های ساده ولی مجهزی که داشت، طراحی کل مجموعهٔ آن، یکی از به‌یادماندنی‌ترین و خاص‌ترین طراحی‌های لاس وگاس برای همیشه به‌شمار می‌رود و علاقه‌مندان بیشماری داشته‌است و عده زیادی از تخریب آن همچنان ناراحت و ناراضی‌اند.
شرکت پاراگون گیمینگ، سرانجام بعلت ورشکستگی هتل در سال ۲۰۱۰، علی‌رغم تلاش‌هایی که در طول دوران فعالیت هتل برای حفظ آن از ورشکستگی صورت گرفت (اجرای بخش ۱۱ جلوگیری از ورشکستگی هتلها)، هتل را برای فروش گذاشت و LVCVA آن را به قیمت ناچیز ۱۸۲٫۵ میلیون دلار خرید که واقعاً لکه ننگی در تاریخ لاس وگاس چه از نظر قیمت و چه از نظر نادرست بودن این تصمیم و تخریب هتل به‌شمار می‌رود.
این هتل علی‌رغم مدیریتی عالی (طبق نظر مهمانان) که در زمینه مهمانداری و هتلینگ داشت، هیچگاه مدیریت اداری خوبی نداشت. چراکه اولین ورشکستگی آن، تنها سه ماه پس از افتتاحیهٔ آن رخ داد. پس از آن، با استخدام هنرمند معروف و فقید، دین مارتین، سعی بر جبران بخشی از ضررهایی که ناشی از ورشکستگی آن بود و باعث خدشه دار شدن اعتبار و نام آن شده بود، به عمل آید. اما این هتل هیچگاه مدیریت مناسبی به خود ندید و همین عامل آن را به ورطه نابودی کشاند.
درنهایت شرکت Las Vegas Convention and Visitors Authority آن را خریداری نمود و با تصویب طرح گسترش کانونشن سنتر لاس وگاس (که متعلق به همین شرکت می‌باشد و دارای قدمتی تاریخی در تاریخ لاس وگاس است) نسبت به تخریب آن  اقدام کرد. هم‌اکنون زمین این هتل با کاربری پارکینگ در دسترس است و در آیندهٔ نزدیک، محل اجرای فاز دوم و ساخت منطقهٔ تجارت جهانی لاس وگاس خواهد بود. جای بسی تأمل است که چرا این هتل ویران شده‌است؟ چرا که در طرح‌های نهایی منتشرشده از سوی LVCVA، نیمی از زمین این هتل، به بخش اعظمی از پارکینگ مجموعه تبدیل خواهد شد. این یعنی تخریب بیش از ۱۰۰۰ اتاق و یک بنای تاریخی به قیمت ناچیز مالی و فرهنگی بابت تبدیل آن تنها به پارکینگ و نه بنایی بهتر! این فقط یک طمع بسیار بزرگ و نسنجیده‌است. بعلاوه، بعلت نیازمندی مجموعه به تخریب ساختمان‌های مجاور و گنجاندن سایت آن‌ها در سایت منطقه تجارت جهانی، بهتر بود حداقل این هتل فعالیت خود را تا زمان مناسب ادامه دهد ویا از قسمت پارکینگ به بعد هتل دراختیار این کمپانی قرار می‌گرفت و بنای هتل حفظ می‌شد. چرا که با برنامه‌های گسترش، امکان حفظ و ارتقای سطح کیفی هتل وجود داشت.
پس از تخریب آن، بلوار مجاور آن یعنی بلوار ریویرا، به افتخار الویس پریسلی، از بلوار ریویرا به بلوار الویس پریسلی تغییر نام داد. برطبق گفته‌ها علت این تغییر نام، تخریب این هتل بوده‌است؛ ولی این سؤال پیش می‌آید که چرا نام این بلوار تغییر کرد؟ به عنوان مثال، چرا نام خیابان Desert Inn، پس از تخریب آن تغییر نکرد؟ درحالیکه هتل وین و آنکور وین که جایگزین آن شدند، به مراتب هتل‌های بهتری بوده‌اند؟ درحالیکه می‌توانست نام این بلوار حفظ‌کنندهٔ دوره حضور پرافتخار این هتل افسانه‌ای باشد و نام آن را در ذهن نسل‌های بعدی به عنوان میراث لاس وگاس، نگاه دارد. لاس وگاس شهری است که مدام در آن به آینده فکر می‌شود و هرچیزی که امروز وجود دارد، ممکن است جایگزین بنایی بهتر در آینده شود. به همین علت خیابان نوار لاس وگاس همواره چهره‌ای رو به تغییر داشته‌است و شهروندان آن تصویر ثابتی از چهرهٔ شهر خود ندارند.

## نگارخانه

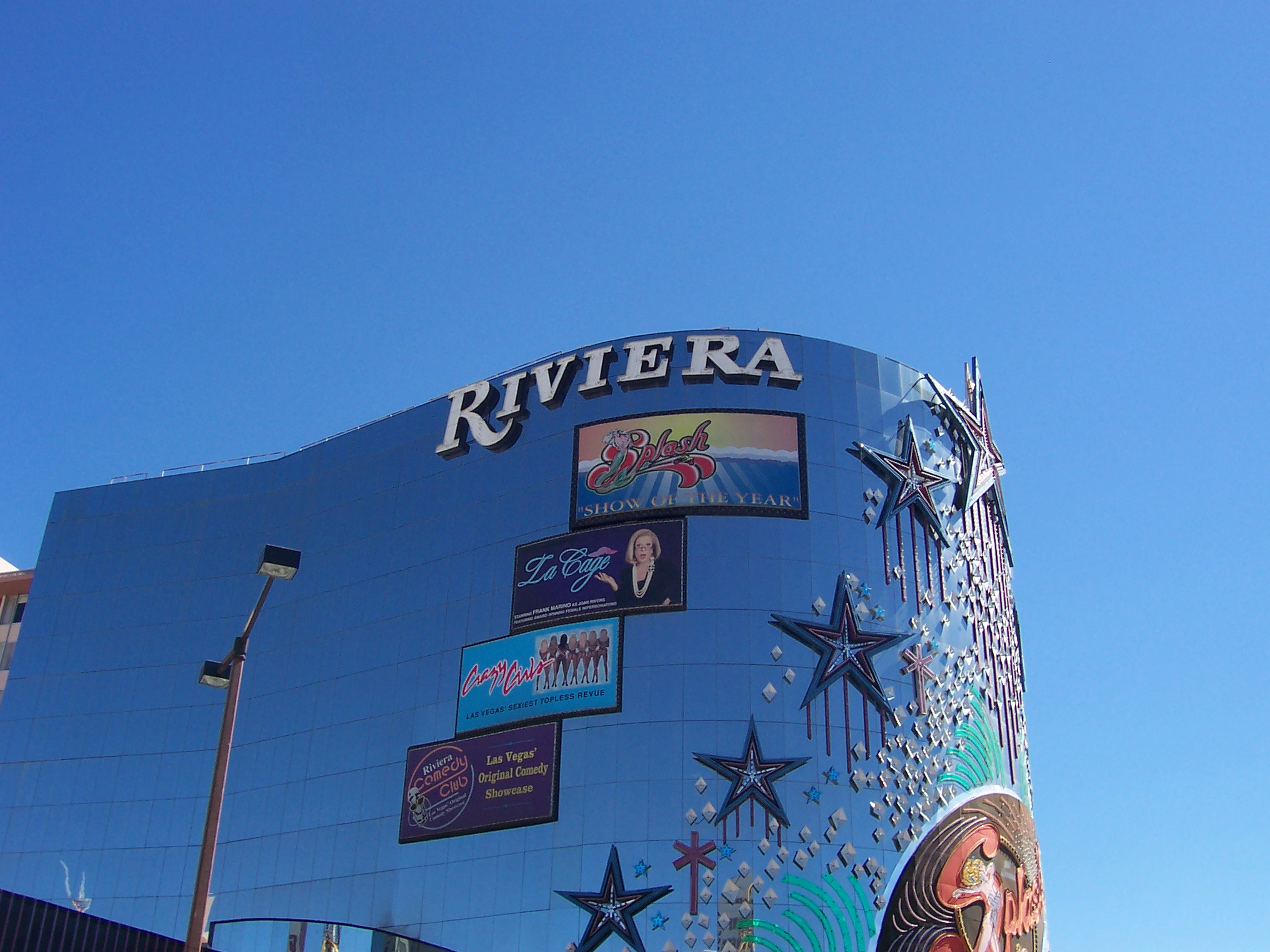
Riviera در روز.
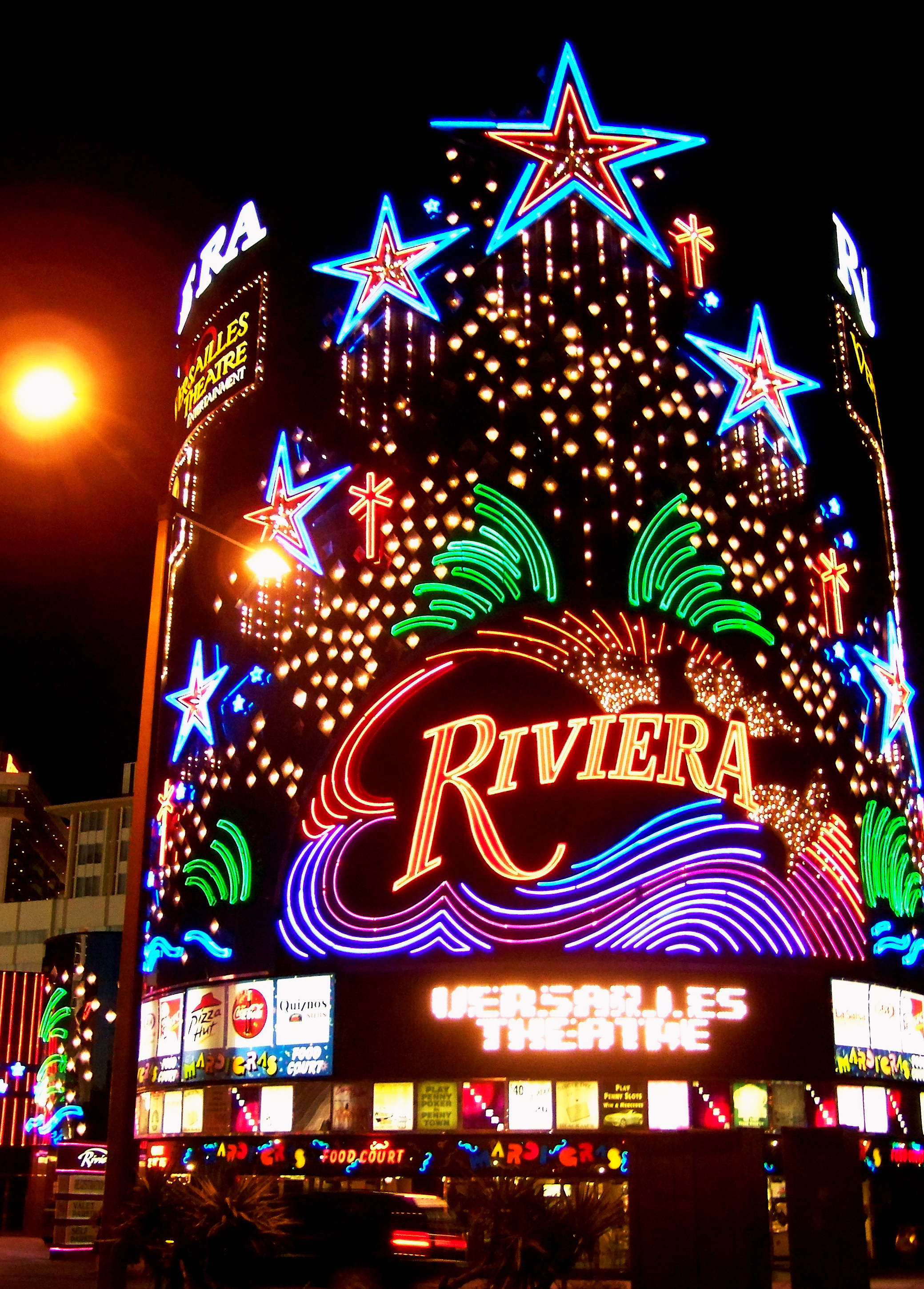
Riviera در شب.
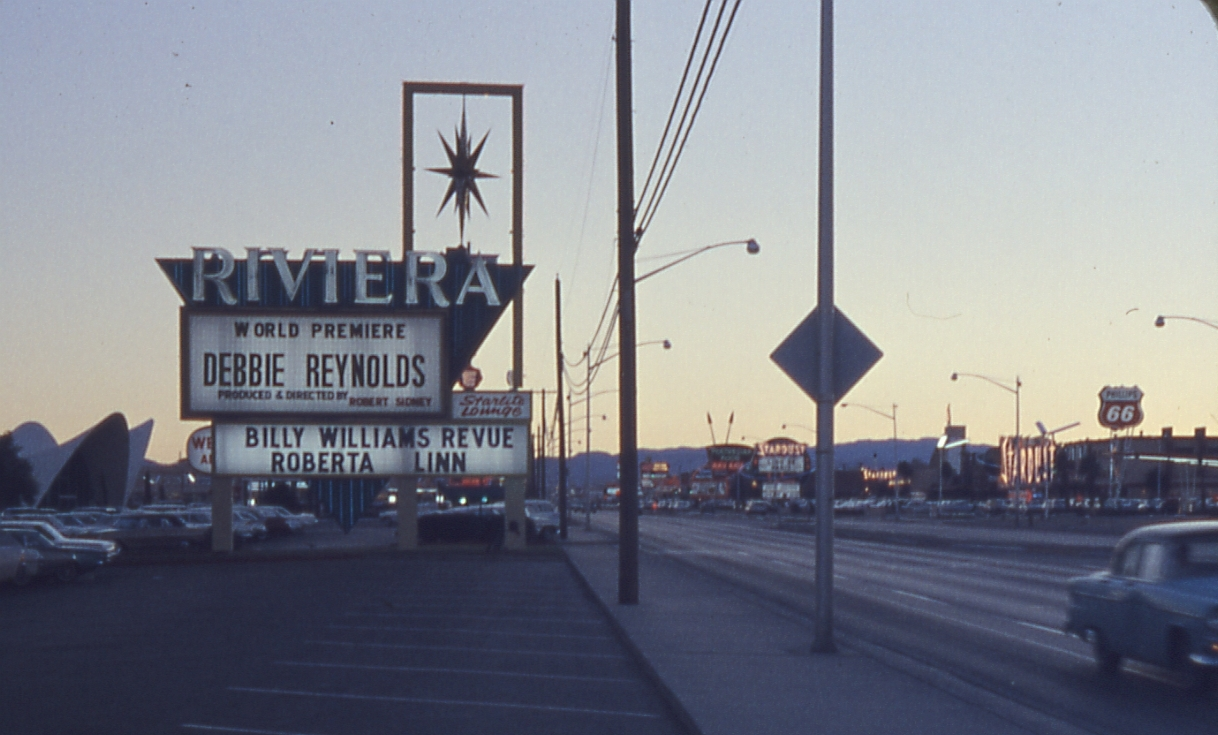
نشان اولیهٔ Riviera - حدود سال ۱۹۶۲.